# Флаг Лиссабона
Флаг Лиссабона является официальным государственным символом города Лиссабона, столицы Португалии.
Флаг Лиссабона представляет собой представляет собой четыре прямоугольника, разделённые по диагонали на чёрные и белые треугольники. В центре флага изображён городской герб.
Флаг Лиссабона повлиял на дизайн флага флага Сеуты.

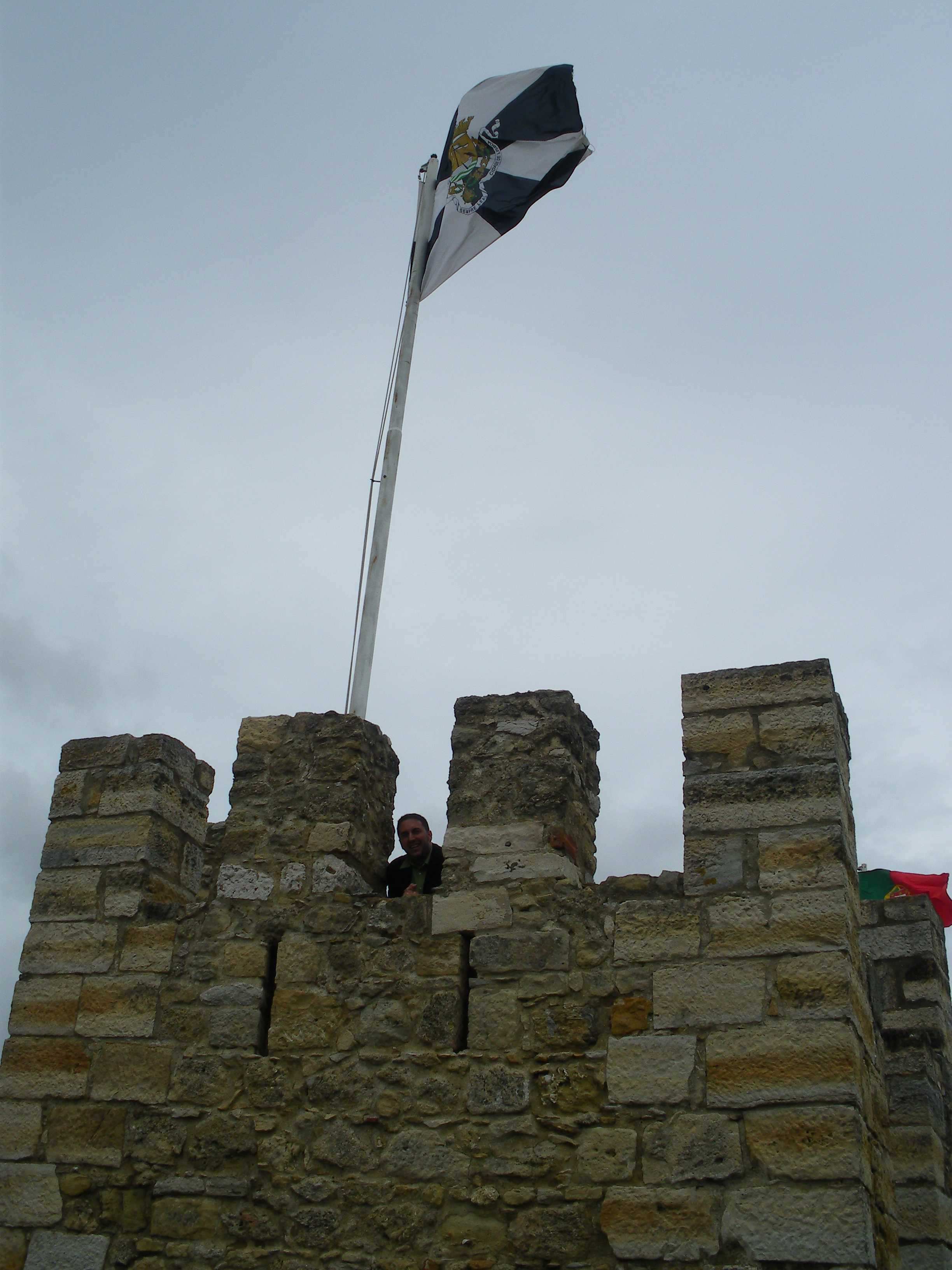
Флаг Лиссабона на замке Святого Георгия